# Elachyophtalma inturbida
Elachyophtalma inturbida är en fjärilsart som beskrevs av Walker 1865. Elachyophtalma inturbida ingår i släktet Elachyophtalma och familjen silkesspinnare. Inga underarter finns listade i Catalogue of Life.